# Distrikt Koura
Der Distrikt Koura (arabisch قضاء الكورة, DMG Qaḍāʾ al-Kūra, von griechisch χώρα) ist ein Verwaltungsbezirk im Gouvernement Nord der Republik Libanon.

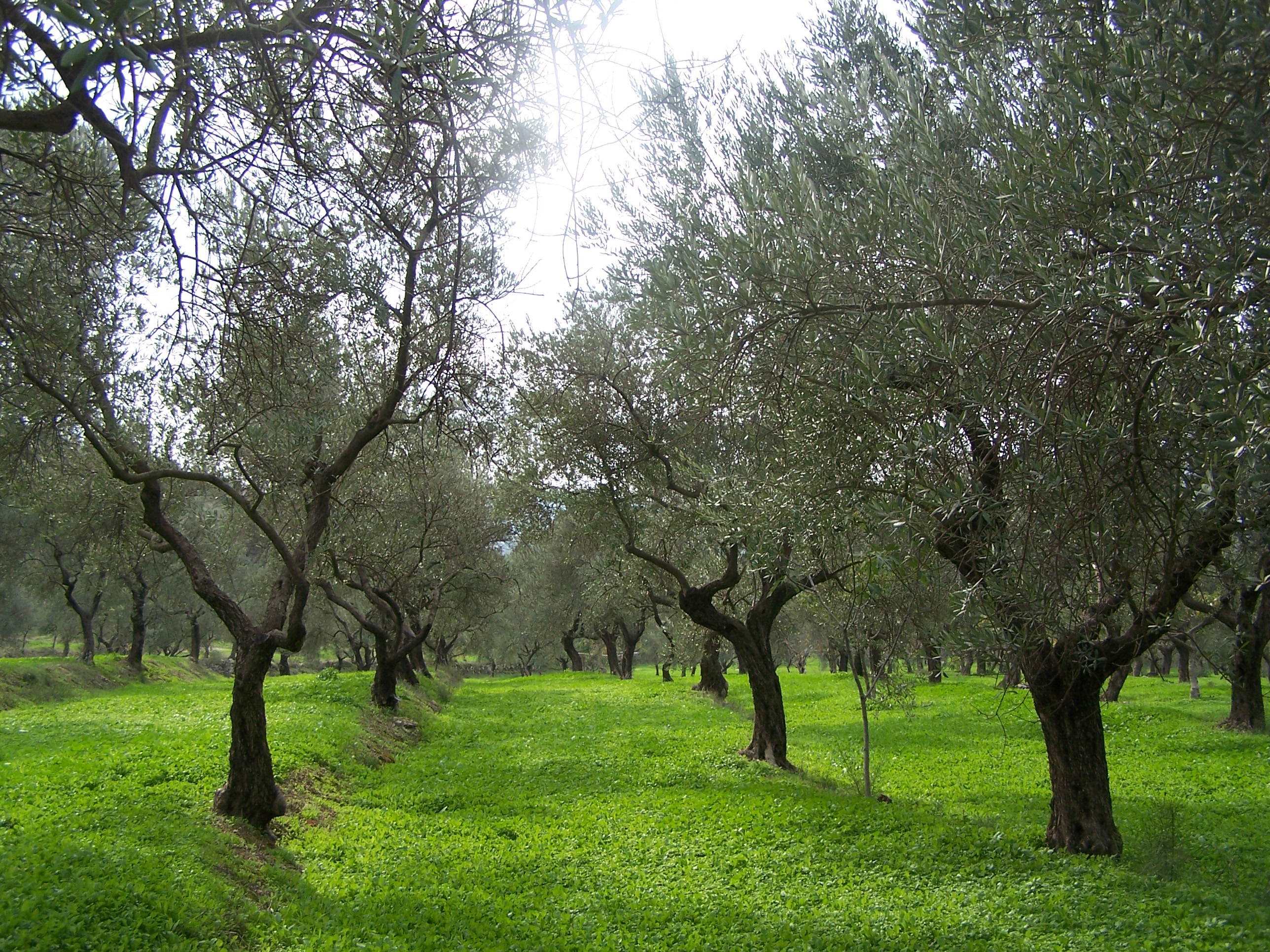
Olivenhain im Distrikt Koura

Koura ist einer der 25 Distrikte im Libanon, besonders bekannt für den Anbau von Olivenbäumen und die Produktion von Olivenöl. Es umfasst insgesamt 52 Dörfer, und seine Hauptstadt und größte Stadt ist Amioun mit etwa 10.000 Einwohnern im Jahr 2010. Der Distrikt erstreckt sich vom Mittelmeer bis zum Libanongebirge und umfasst eine Reihe von Ausläufern, die eine tiefer gelegene Ebene umgeben, auf der Oliven angebaut werden. Die Olivenhaine von Koura gehören zu den umfangreichsten im Libanon.
72 % der Einwohner von Koura gehören der griechisch-orthodoxen Konfession an, während der Rest zwischen Maroniten, sunnitischen Muslimen, schiitischen Muslimen und einer kleinen alawitischen Minderheit aufgeteilt ist. Es ist der einzige Distrikt im Libanon, in dem die Mehrheit der Bevölkerung griechisch-orthodox ist.
Die Universität Balamand hat ihren Sitz im Distrikt Koura.

## Gemeinden
- Aaba
- Afsdik
- Ain Akrine
- Amioun
- Anfeh
- Badebhoun
- Barsa
- Bdebba
- Batroumine
- Bhabouch
- Bishriyata
- Bkomra
- Btourram
- Btouratige
- Bkeftine
- Bsarma
- Btaaboura
- Bziza
- Chira
- Dahr al-Ain
- Darbechtar
- Deddeh
- Fih
- Ijdebrine
- Kifraya
- Kelbata
- Kelhat
- Kfarhata
- Kfarhazir
- Kaferkahel
- Kousba
- Maziirit Toula
- Mitrit
- Nakhleh
- Rachedbine
- Ras Maska
- Zakroun
- Zakzouk